# Kahiltna River
Der Kahiltna River ist ein etwa 108 Kilometer langer linker Nebenfluss des Yentna River im US-Bundesstaat Alaska.

## Geographie

### Verlauf
Der Kahiltna River hat seinen Ursprung an der Gletscherzunge des Kahiltna-Gletschers an der Südostflanke der Alaskakette. Der Fluss strömt in überwiegend südsüdöstlicher Richtung durch das Tiefland. Nach ungefähr 90 Kilometern mündet der Kahiltna River auf einer Höhe von 24 m in den Yentna River. 6 km weiter westlich verläuft der Lake Creek, der Abfluss des Chelatna Lake. Da der Kahiltna River zum überwiegenden Großteil aus Schmelzwasser der Gletscher gespeist wird, treten die höchsten Abflüsse in den Sommermonaten auf.

### Nebenflüsse
Einziger nennenswerter Nebenfluss ist der von links zufließende Peters Creek.